# ラスドネル男爵
ラスドネル男爵（ラスドネルだんしゃく、英: Baron Rathdonnell）は、アイルランド貴族の爵位。政治家ジョン・マクリントックが1868年に叙位されたことに始まる。

## 歴史
ラウス県出身の政治家ジョン・マクリントック(1798–1879)はラウス県長官、ラウス県選挙区選出庶民院議員（保守党所属）、ラウス統監を歴任して、1868年12月21日にアイルランド貴族であるドニゴール県におけるラスドネルのラスドネル男爵に叙された。この爵位には初代男爵の弟ウィリアム・バンベリー・マクリントック＝バンベリー(1800–1866)の男系子孫への特別残余権（special remainder）が定められた。1800年合同法に基づく叙爵で、同法が要求する3つの爵位の廃絶はクレア伯爵、パーマストン子爵、キース男爵が条件を満たした。この条項に基づくアイルランド貴族叙爵としては最後であり、ラスドネル男爵より後のケドルストンのカーゾン男爵（1898年創設）は爵位廃絶ではなくアイルランド貴族の人数を根拠とした。
初代男爵の弟の息子トマス・ケイン・マクリントック＝バンベリー(1848–1929)は特別残余権に基づき爵位を継承して2代男爵になり、保守党所属のアイルランド貴族代表議員を務めた。
2024年現在の当主は2代男爵の曽孫にあたる5代男爵トマス・ベンジャミン・マクリントック＝バンベリー(1938–)である。

## ラスドネル男爵（1868年）
- 初代ラスドネル男爵ジョン・マクリントック（1798年 – 1879年）
- 第2代ラスドネル男爵トマス・ケイン・マクリントック＝バンベリー（1848年 – 1929年）
- 第3代ラスドネル男爵トマス・レオポルド・マクリントック＝バンベリー（1881年 – 1937年）
- 第4代ラスドネル男爵ウィリアム・ロバート・マクリントック＝バンベリー（1914年 – 1959年）
- 第5代ラスドネル男爵トマス・ベンジャミン・マクリントック＝バンベリー（1938年 – ）

爵位の法定推定相続人は現当主の長男ウィリアム・レオポルド・マクリントック＝バンベリー閣下（1966年 – ）で、その法定推定相続人は息子トマス・アンソニー・マクリントック＝バンベリー（2011年 – ）である。